# Can Roure (Sentmenat)
Can Roure és una masia gòtica de Sentmenat (Vallès Occidental) inclosa a l'Inventari del Patrimoni Arquitectònic de Catalunya.

## Descripció
Masia de frontis asimètric i façana arrebossada amb murs de pedra de còdols arrodonits.
La part baixa presenta la porta principal allindada (reformada).
En el segon pis, hi ha tres finestres emmarcades amb grans adovellats de pedra i decorades amb elements gòtics.
La coberta és de teules àrabs i a dos aiguavessos i el carener perpendicular a la façana. Existeix una construcció baixa adossada a la masia, amb porta d'entrada coberta amb barbacana. Aquest cos està destinat a l'acolliment del bestiar i estris del camp.